# 쿠사노 마사무네
구사노 마사무네(草野マサムネ, 1967년 12월 21일 ~ )는 일본의 록 밴드 스피츠의 보컬 겸 기타리스트이다.

## 인물

### 개요
- 스피츠의 거의 모든 곡을 작사, 작곡한다.
- 청량감 있는 높은 목소리가 특징.
- 현재 스피츠 멤버 중에서 유일하게 미혼.
- 2남 1녀 중 장남. 쿠사노 가(家)의 장남은 대대로 이름에 '正'자가 붙는다.
- 중증의 화분증 및 알레르기성 비염이 있다.
- 시력이 매우 나빠 콘택트 렌즈와 안경을 사용한다.
- 싫어하는 것은 연꽃씨.

### 내력
- 중학교 때는 육상부 소속. 참고로 제일 처음 입부한 테니스부는 중학교 1학년 여름 방학 전에 그만 두었다.
- 중학교 1학년 때 모친의 통기타를 치게 된 것이 음악 활동의 시발점. 그 때부터 작사, 작곡을 시작하였다.
- 고등학교 때부터 본격적으로 밴드 활동을 시작하였다.
- 후쿠오카현립 조난 고등학교를 졸업하고 상경, 도쿄조형대학 미술학과 회화전공에 입학한 후 동기인 타무라 아키히로를 만났고, 스피츠의 전신인 '치타즈'를 결성한다.
- THE BLUE HEARTS를 보고 충격을 받아 음악 활동을 그만두고(후술), 무사시노 미술대학 조형학부 기초디자인학과에 편입한다.

### 취향
- 후쿠오카 소프트뱅크 호크스의 열혈 팬. 고향 후쿠오카에서 콘서트를 할 때는 호크스의 유니폼을 착용한다. 오릭스 버펄로스의 기타가와 히로토시와 친분이 있다.
- 본인 왈 곤충 박사, 지도 오타쿠. 지도를 자주 보지만 길을 잘 찾지 못한다.
- 멤버 이외의 뮤지션 중에서는 히라이 켄과 친하다.
- 좋아하는 색깔은 카민.
- 팬이 주는 선물 중 가장 기쁜 것은 양말.
- 좋아하는 만화는 새콤달콤 오렌지 로드이다.
- 한국 드라마 감상이 취미. 그 영향으로 가사나 인사에 한국어를 쓰기도 한다.[1]

### 음악적 영향
- 어린 시절에는 라디오에서 나오는 칩 트릭 등의 음악을 좋아하는 팝송 소년인 한편, 모친이 좋아하던 하마구치 구라노스케 등의 포크송이나 가요도 좋아했다.
- 밴드 소년이 된 후에는 유라이어 힙 스타일의 하드 록, 헤비 메탈, 펑크 록에도 빠졌다.
- 거쳐온 밴드는 'Radish'→'까마귀집(からす屋)'→'치타즈'→'스피츠'. 치타즈에서는 스이젠지 키요코의 "365 걸음의 매치"를 펑크록으로 연주하거나, "딸기 백서를 다시 한 번"을 블랙 사바스 스타일로 연주하는 등, 팝과 가요를 융합하는 경향이 있었다.
- 스피츠의 전신이기도 한 The 스피츠(ザ・スピッツ)를 결성할 당시에는 펑크가 드물었던 시절, THE BLUE HEARTS의 사람에게 상냥하게를 듣고 자신이 추구하던 스타일의 음악을 가로채였다는 것에 충격을 받고 음악 활동을 접는다. 재기한 후에도 THE BLUE HEARTS의 영향을 벗어날 수 없었고, 자신의 개성을 모색한 결과 겨우 찾아낸 답이 도노반을 참고한 어쿠스틱 포크 록이었다.
- 팝송 소년이었지만 일본 록에도 엄청난 영향을 받았다. 특히 엘리펀트 카시마시의 팬이며, 같은 음악 이벤트에 출연했을 때 무대 뒤에서 엘리펀트 카시마시의 무대를 보고 감동한 나머지 눈물을 흘렸다.
- 데뷔 동기인 the pillows도 좋아한다. 후배 밴드 가운데 BUMP OF CHICKEN의 노래에도 감명을 받아 "(내가 어렸다면) 분명 좋아했을 거야"라고 발언하였다.[2][3]

## 음악 활동
- 작사 및 작곡을 할 때는 주로 '草野正宗'를 쓰며, 다른 가수에게 음악을 제공할 때도 있다. 듣는 사람 나름대로 곡을 해석해 주길 바라서 본인이 만든 곡에 대한 설명은 잘 하지 않는 편이다.
- 가수로서도 많은 작품에 참여하고 있다.

### 다른 아티스트에게 제공한 작품
※ 리메이크는 제외
| 아티스트          | 제목                                     | 작사/작곡  | 수록 앨범                                     | 비고   |
| ----------------- | ---------------------------------------- | ---------- | --------------------------------------------- | ------ |
| 트랜지스터 글래머 | Fantasy (ファンタジー)                   | 작사       | TRANSISTOR GLAMOUR                            |        |
| 고지마 요시코     | 푸른 별 한가운데에서 (青い星のまん中で)  | 작사       | froggie                                       |        |
| 유사 미모리       | 야생의 튤립 (野生のチューリップ)         | 작사, 작곡 | 싱글 野生のチューリップ/夏のてのひら/恋かしら | [ 4 ]  |
| rosy              | 테디베어에 파묻혀 (テディベアに埋もれて) | 작사, 작곡 | 싱글 テディベアに埋もれて                     |        |
| 헨미 에미리       | 유성 (流れ星)                            | 작사, 작곡 | 싱글 流れ星                                   | [ 5 ]  |
| PUFFY             | 사랑의 증표 (愛のしるし)                 | 작사, 작곡 | 싱글 愛のしるし                               | [ 6 ]  |
| Chappie           | 물안경 (水中メガネ)                      | 작곡       | 싱글 水中メガネ/七夕の夜、君に逢いたい        | [ 7 ]  |
| 쿠시비키 사야카   | 귀가길 (帰り道)                          | 작사, 작곡 | 싱글 帰り道                                   | [ 8 ]  |
| 노미야 마키       | Never on Sunday                          | 작곡       | Lady Miss Warp                                |        |
| PUFFY             | 사랑의 ETUDE (恋のエチュード)            | 작사, 작곡 | Splurge                                       | [ 9 ]  |
| 요나하 토오루     | 새벽 (夜明け)                            | 작사, 작곡 | 宴 ~party~                                    | [ 10 ] |

### 솔로로 참가한 작품
| 아티스트    | 제목                                             | 참가 분야                        | 수록 앨범                                | 비고   |
| ----------- | ------------------------------------------------ | -------------------------------- | ---------------------------------------- | ------ |
| 타네 토모코 | 이제와서 I LOVE YOU (今さら I LOVE YOU)          | 코러스                           | 싱글 スナオになりたいね                  |        |
| 모리 준타   | 18살의 여름 (18の夏)                             | 어쿠스틱 기타                    | WHAT'S UP?                               |        |
| 시이나 링고 | 회색의 눈동자 (灰色の瞳)                         | 듀엣                             | 가수의 즐거움~그 첫 번째~                |        |
| 우루후루즈  | Sleep John B                                     | 코러스                           | ええねん                                 |        |
| KREVA       | 와주면 좋을텐데 (くればいいのに)                 | 어쿠스틱 기타, 후렴 작사 및 보컬 | 싱글 くればいいのに                      | [ 11 ] |
|             | 목면의 손수건 (오타 히로미) (木綿のハンカチーフ) | 커버/보컬                        | the popular music 츠츠미 쿄헤이 트리뷰트 | [ 12 ] |
| 히라이 켄   | 이별 노래 (わかれうた)                           | 듀엣                             | Ken's Bar II                             | [ 13 ] |

## 같이 보기
- 스피츠
  - 미와 테츠야
  - 타무라 아키히로
  - 사키야마 타츠오
- 기타리스트
- 보컬리스트